# Saccopharynx schmidti
Saccopharynx schmidti is een straalvinnige vissensoort uit de familie van pelikaanalen (Saccopharyngidae). De wetenschappelijke naam van de soort is voor het eerst geldig gepubliceerd in 1934 door Bertin.